# Leptotarsus (Tanypremnodes) subapicalis
Leptotarsus (Tanypremnodes) subapicalis is een tweevleugelige uit de familie langpootmuggen (Tipulidae). De soort komt voor in het Neotropisch gebied.